# Concerto Zeneiskola (Tata)
A Concerto Zeneiskola 1996-ban kezdte meg működését Tata Kertvárosban. Alapfokú művészetoktatási intézményként 12 évfolyamon (2 előképző, 6 alap és 4 továbbképző) folytat zenei oktató-nevelő munkát.

## Zeneoktatás
A zenetanítás mellett a társművészetek oktatását is felvállalta az iskola. Hosszú éveken keresztül nagy népszerűségnek örvendett a képzőművészet és néptánc , valamint a drámajáték csoportok munkája. Jelenleg a hangszeres  és elméleti zenei tanszakok oktató-nevelő munkája folyik az intézményben.
Az iskola a környékbeli kistelepülések növendékeinek tanítását is felvállalta, így művészeti oktató-nevelő munkájukkal jelen vannak a kocsi Vincze Imre, a mocsai Arany János, a baji Szent István és a Vértesszőlősi Általános Iskolákban.
2007-től szervezi meg a Concerto azt a Nemzetközi Zenei Mesterkurzust, amelyre Európa számos országából és a tengerentúlról is érkeznek Tatára fiatal tehetséges muzsikusok. A kurzussal párhuzamosan szervezi meg az intézmény a Tatai Barokk Fesztivál programjait minden év augusztusában.
Zenei tanszakok: zongora, hegedű, gordonka, furulya, fuvola, klarinét, oboa, gitár, harmonika, ütő, magánének, szintetizátor
A hangszeres tanulmányok mellett minden növendék részesül szolfézs, elméleti képzésben is. Igen fontos a kamarazene és zenekari gyakorlat szerepe a mindennapi oktatásban.

## Zenebarát kör
A Concerto Zeneiskola fontosnak tartja a színvonalas élőzene közvetítését a növendékek és hozzátartozóik, de valamennyi a városban élő művészetbarát felé is. Az intézmény megszervezte a Zenebarát kör koncertsorozatait, melynek keretében tanévenként négy-öt alkalommal világhírű művészeket hívnak meg városukba. Kezdeményezésüket Tata Város Önkormányzata is támogatja. Vendégük volt már Ránki Dezső és Jandó Jenő Kossuth-díjas zongoraművész, Szabadi Vilmos hegedűművész, a Brassimum rézfúvós együttes, a Budapesti Gitáregyüttes, a Kecskés együttes, az Echo trió, Hargitai Imre, Eckhardt Gábor zongoraművészek, Pege Aladár bőgőművész, Kiss-Domonkos Judit gordonkaművész. A Soros Alapítvány támogatásával két francia vendége is volt az iskolának: Michel Bienaimé klarinétművész és Jean-Louis Delahaut zongoraművész.

## Növendék hangversenyek
A Concerto Zeneiskola megalakulása pillanatától kezdve bekapcsolódott Tata zenei-művészeti életébe. Havonként rendeznek növendék-hangversenyeket, amelyre minden alkalommal vendéget hívnak a Tatán élő, alkotó társművészetek (képző-iparművész, irodalom, tánc) képviselőiből.
A karácsonyi növendékhangversenyeken gyakran muzsikálnak együtt tanárok, diákok és szülők. Kiemelkedik a növendékhangversenyek sorából a Concerto Gála, melyen valamennyi telephely ifjú muzsikusai bemutatkoznak.

## Külső hivatkozás
- Concerto Zeneiskola bemutatkozása
- Zenebarát kör[halott link]
- Növendék hangversenyek[halott link]
- Tanszakok